# R-8
Lo R-8, noto come AA-3 Anab (designazione NATO) in occidente, è un missile aria-aria (in inglese: AAM - Air to Air Missile) di fabbricazione sovietica.

## Storia
Lo sviluppo del K-8 iniziò nel 1955, noto come R-8 in servizio. Come la maggior parte dei missili aria-aria sovietici, è stato realizzato con una scelta di homing radar semi-attivo o teste di ricerca a infrarossi. Il missile originale era compatibile con il radar Uragan-5B utilizzato sul Sukhoi Su-11 e con diversi velivoli di sviluppo di Mikoyan-Gurevich.
È stato aggiornato allo standard R-8M (meglio noto come R-98) nel 1961, dando all'arma SARH la capacità di intercettazioni frontali. Nel 1963 fu ulteriormente aggiornato all'R-8M1, rendendolo compatibile con il radar RP-11 Oriol-D del Sukhoi Su-15 e Yakovlev Yak-28P.
Lo sviluppo successivo portò nel 1965 all'R-8M2, più comunemente chiamato R-98, con una portata più lunga e cercatori migliorati, compatibile con il radar RP-11 Oryol-M ("Eagle") aggiornato. L'ultima variante, introdotta dal 1973, era l'R-98M1 (NATO "Advanced Anab") con una migliore resistenza alle contromisure e un raggio più lungo, abbinato al radar Taifun-M degli intercettori Su-15TM e Yak-28PM.
L'R-98M1 è rimasto in servizio per tutti gli anni '80, essendo stato ritirato con gli ultimi intercettori Su-15 "Flagon".
Una variante che utilizzava le teste di ricerca del K-13, offrendo una migliore capacità di combattimento aereo, fu sviluppata nel 1960 come K-88, ma non entrò in servizio.
È stata inoltre sviluppata una versione di addestramento inerte, denominata UR-8M.
L'R-98 ha abbattuto il volo 007 della Korean Air Lines il 1 ° settembre 1983.